# 마그달레나 므로치키에비치
마그달레나 우르슐라 므로치키에비치(폴란드어: Magdalena Urszula Mroczkiewicz, 1979년 8월 28일~)는 폴란드의 전직 펜싱 선수로 주 종목은 플뢰레이다. 2000년 하계 올림픽에서 여자 플뢰레 단체전 은메달을 획득했고 세계 선수권 대회에서 금메달 2개, 은메달 2개, 동메달 2개를 획득했다.

## 수상

### 수훈
- 황금 명예 십자장(2000년)